# Ezambe
Ezambe est un village du Cameroun situé dans le département du Haut-Nyong et la région de l'Est.
Il fait partie de la commune de Nguelemendouka.

## Population
Lors du recensement de 2005, Ezambe comptais 361 habitants.
Selon le Plan Communal de Développement de Nguelemendouka (2012), la population locale était de 689 personnes.

## Développement
Selon le Plan Communal de Développement de Nguelemendouka (2012), plusieurs mesures ont été envisagées pour le développement d'Ezambe.
1. Construction et équipement d'infrastructures dans l'école primaire d'Ezambe
2. Construction d'un point d’eau à Ezambe
3. Extension du réseau électrique